# Souve
Souve este o comună din departamentul M'Bout, Regiunea Gorgol, Mauritania, cu o populație de 6.622 locuitori.